# Detlev von Rumohr
Detlev Hans Ludwig Wilhelm von Rumohr (* 18. Januar 1908 in Plön; † 17. Juni 1961 in Groß Steinrade) war ein deutscher Brigadegeneral und Gutsbesitzer.

## Leben
Detlev von Rumohr war der jüngste Sohn des preußischen Hauptmanns der Reserve Hermann Otto Wilhelm von Rumohr (1866–1926), Gutsherr auf Drült und ab 1902 auf dem Fideikommiss Groß Steinrade, und Agnes Wiechers (1868–1944). Sein älterer Bruder war der spätere Verwaltungsbeamte und Schriftsteller Henning von Rumohr, sein anderer Bruder der Regierungsrat und Oberleutnant Otto von Rumohr (1906–1942) auf Gr. Steinrade.
Detlev von Rumohr diente in der Wehrmacht. Am 1. Januar 1938 zum Hauptmann befördert, war er 1939 zur Ausbildung an der Kriegsakademie in Berlin. Als Major wurde er im Februar 1942 Erster Generalstabsoffizier (Ia) der 83. Infanterie-Division. Später wurde er mit dem Ritterkreuz des Eisernen Kreuzes ausgezeichnet.
Als Oberst im Generalstabsdienst war er in der Bundeswehr ab Mitte November 1956 Leiter des Aufstellungsstabes der Führungsakademie der Bundeswehr und wurde dann kommissarisch vom 1. Januar 1957 bis 31. Juli 1957 Kommandeur der neu eingerichteten Führungsakademie der Bundeswehr in Hamburg. Später war er hier noch Leiter der Studiengruppe Bundeswehr und im Frühjahr 1959 in Vertretung Kommandeur der Panzerbrigade 21. Als Brigadegeneral war er vom 1. April 1960 bis 8. Mai 1961 Kommandeur der Panzergrenadierbrigade 19 in Ahlen. 1961 starb er im Dienst.
Bis zu seinem Tod war er Besitzer des Lübschen Gutes in Groß Steinrade, wo er auch starb und begraben wurde. Nach seinem Tod wurden die Gebäude des Gutes mit dem Forsthof Wüstenei abgerissen. Auf der Gemarkung ist heute der Standortübungsplatz Wüstenei.
Am 9. November 1934 heiratete er die Offizierstochter Ursula Tiedemann (1914–2007) standesamtlich und zwei Tage später kirchlich im Kloster Preetz. Das Ehepaar hat vier Töchter und einen Sohn Peter, der zeitweise noch Gr. Steinrade als Gut weiterführte.
Detlev von Rumohr war seit 1953 Rechtsritter des Johanniterordens und trat 1946 der Kongregation bei.